# Ben Broeders
Ben Broeders, född 21 juni 1995 i Tienen är belgisk stavhoppare. Hans personbästa tillika belgiska rekord är 5,80 m, vilket han hoppade två gånger under inomhussäsongen 2020. Den 17 september hoppade han 5,80 m även utomhus, vid en Diamond League-tävling i Rom.
2017 vann han guld i stavhopp i U23-EM i Polen.
Han deltog i Världsmästerskapen i friidrott 2019 i Doha, Qatar och tog sig där till final. Samma år tog han brons vid Universiaden.